# Bernard Lortholary
Pour les articles homonymes, voir Lortholary.
Bernard Lortholary, né le 1er août 1936 à Talence, est un traducteur français.

## Biographie
Bernard Lortholary est normalien (L1957), agrégé d'allemand et maître de conférences en littérature allemande à la Sorbonne. Il se consacre à la traduction d'articles historiques et de romans contemporains. Il traduit des œuvres de l'allemand vers le français. Il est aussi éditeur de livres allemands aux éditions Gallimard.
Il a notamment traduit Le Parfum de Patrick Süskind (1949-), traduction pour laquelle il obtient en 1992 le Grand prix national de la traduction du ministère de la Culture, ainsi que Le Liseur de Bernhard Schlink (1944-) qui obtient en 1997 le prix Laure-Bataillon qui récompense la meilleure œuvre de fiction traduite durant l'année écoulée, prix attribué conjointement à l'écrivain étranger et à son traducteur en langue française. Il traduit également Wolfgang Sofsky, ainsi que des œuvres de Bertolt Brecht (1898-1956) et de Franz Kafka (1883-1924), en particulier Le château, avec une préface qui analyse l'œuvre.
Il a reçu plusieurs prix pour ses travaux de traducteur. En 2006, le prix Gérard-de-Nerval de la Société des gens de lettres et de l'Institut Goethe lui est attribué pour sa traduction de Mozart : Lettres des jours ordinaires et de La Maladie allemande de Johannes Willms (1948-2022). En 2012, il reçoit le prix Friedrich-Gundolf décerné par l'Académie allemande pour la langue et la littérature pour la promotion de la culture allemande à l'étranger, ainsi que le prix de l'Académie de Berlin.

## Récompenses et distinctions
- 2012 : prix de l'Académie de Berlin.

## Publications

### Traductions
- Patrick Süskind, Le Parfum : Histoire d'un meurtrier [« Das Parfüm : die Geschichte eines Mörders »], Fayard, 1er décembre 1986, 359 p. (ISBN 978-2-213-02710-4).
- Norbert Elias, Mozart : sociologie d'un génie [« Zur Soziologie eines Genies »], Seuil, 1991, 243 p. (ISBN 978-2-02-013405-7).
- Franz Kafka (trad. de l'allemand), Le château, Paris, Imprimerie nationale, coll. « La Salamandre », 1996, 471 p. (ISBN 2-7433-0038-8).
- Tancred Dorst, Fernando Krapp m'a écrit cette lettre : Essai sur la vérité [« Ferdinando Krapp hat mir diesen Brief geschrieben »], L'Arche, 2000, 74 p. (ISBN 2-85181-468-0).
- Bernhard Schlink (trad. de l'allemand par Bernard Lortholary), La petite fille [« Die Enkelin »], Gallimard, 2023, 338 p. (ISBN 978-2-07-299531-6)

### Autres publications
- « Les partis pris du traducteur », Revue d'esthétique, no 12,‎ 1986, p. 185-187.

### Préfacier
- Goethe (trad. de l'allemand par Jean Malaplate, préf. Bernard Lortholary, ill. Virginie Berthemet), Faust : I et II, Paris, Éditions Flammarion, coll. « GF », 2015 (1re éd. 1984), 572 p. (ISBN 978-2-08-135868-3). .